# Laguna Nėskėnpil'gyn
La laguna Nėskėnpil'gyn (in russo лагуна Нэскэнпильгын?) è un'insenatura situata sulla costa settentrionale della penisola dei Ciukci, in Russia, presso il mare dei Ciukci. Amministrativamente appartiene al Čukotskij rajon, nel Circondario autonomo della Čukotka (Circondario federale dell'Estremo Oriente). Sul cordone litorale che separa la laguna dal mare si trova il villaggio di Neškan (Нешка́н).

## Geografia
La laguna è formata da due grandi bacini separati da un piccolo canale. L'ingresso della laguna, che si apre a nord, si trova a 68 km a est dell'ingresso della baia Koljučinskaja ed è largo 800 m. Si trova inoltre 30 km a ovest di capo Serdce-Kamen'. La laguna entra nel continente per 25 km. Sulle rive la vegetazione è quella tipica della tundra. Nella parte meridionale, 3 grandi fiumi sfociano nell'insenatura: il Tėnynvaam, l'Arėnajvaam e il Kynėtljuveem (Тэнынваам, Арэнайваам, Кынэтлювеем). La laguna è ghiacciata per la maggior parte dell'anno.

## Toponimo
Il dizionario toponomastico del nord-est dell'URSS fa riferimento al nome della foce della laguna e indica la sua origine mista eschimo-cukcia: nescan dall'eschimo naskuk "testa", pilgyn dal ciukcio "collo, bocca".